# 阿貝稜鏡
阿貝稜鏡是以發明者德國物理學家恩斯特·阿貝命名的光學元件，是與貝林-布洛卡稜鏡相似的類型，有固定偏向角度的色散稜鏡。 

## 結構

阿貝稜鏡 (僅供參考，非按比例繪畫)

這種稜鏡是三個角分別為30°-60°-90°的直角玻璃鏡塊，在使用時，光束由AB面進入，經折射後從BC面全反射向AC面， 在AC面折射後射出。這種稜鏡被設計成特定波長的光在離開稜鏡時會偏轉60°（相對於原來的方向）。這是稜鏡的最小偏向角，其他波長的光線會偏離更大的角度。參考右圖，以邊AB上的任何一個點O為軸心旋轉稜鏡，就可以選擇何種波長將被偏離60°。
不要將用於色散的阿貝稜鏡和非色散的普羅-阿貝稜鏡和阿貝-柯尼稜鏡混淆在一起。